# Disophrys pulchricornis
Disophrys pulchricornis är en stekelart som först beskrevs av Gyöö Viktor Szépligeti 1908.  Disophrys pulchricornis ingår i släktet Disophrys och familjen bracksteklar. Inga underarter finns listade i Catalogue of Life.